# Staurothele caesia
Staurothele caesia är en lavart som först beskrevs av Johann Franz Xaver Arnold, och fick sitt nu gällande namn av Johann Franz Xaver Arnold. Staurothele caesia ingår i släktet Staurothele och familjen Verrucariaceae.  Arten är reproducerande i Sverige. Inga underarter finns listade i Catalogue of Life.